# Bampton (Oxfordshire)
Pour les articles homonymes, voir Bampton.

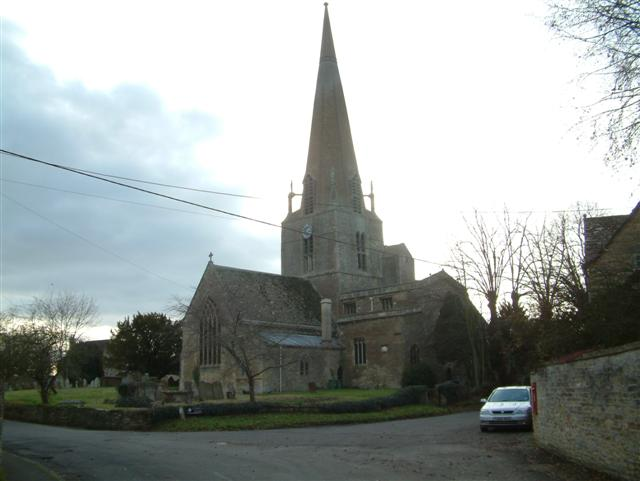
L'église de Bampton.

Bampton est un village et une paroisse civile de l'Oxfordshire, en Angleterre. Il est situé dans la vallée de la Tamise, à environ 7 km au sud-ouest de Witney, à 20 km au sud-ouest d'Oxford et à environ 110 km au nord-ouest de Londres à vol d'oiseau.
La paroisse civile de Bampton inclut également le hameau voisin de Weald. Au moment du recensement de 2001, elle comptait 2 505 habitants.
Il apparaît dans le Domesday Book sous le nom vieil anglais de Bentone (bēam + tūn), qui signifie « ferme en poutres » ou bien « ferme près d'un arbre ».

## Représentations dans les arts
Dans les années 2010, le village de Bampton a servi de lieu de tournage pour de nombreuses scènes de la série télévisée britannique Downton Abbey, car il a été choisi pour représenter le village fictif de Downton.
Bampton est la base du Bampton Classical Opera. Les opéras de la période classique de Mozart et de ses contemporains sont joués dans un jardin privé, ou dans l'église St Mary s'il est mouillé.